# Catedral y Santuario del Buen Pastor
La Catedral y Santuario del Buen Pastor o la Catedral de Novaliches es una iglesia católica ubicada a lo largo de la avenida Regalado en el parque Fairview, de la ciudad de Quezón, en las Filipinas. Es la iglesia madre de la diócesis de Novaliches. Se estableció el 5 de agosto de 1975 por Jaime Sin, cardenal arzobispo de Manila. El Monseñor Fidelis Ruben Limcaco es el fundador de la iglesia y fue su párroco durante 27 años.
De 1975 a 2003, el Santuario Arquidiocesano del Buen Pastor era una parte de la Arquidiócesis de Manila. Fue elevado al estatus de catedral cuando fue designada para ser la sede de la Diócesis de nueva creación de Novaliches en enero de 2003.